# Konklave 1334
Das Konklave von 1334 (13. – 20. Dezember) wählte Jacques Fournier als Nachfolger von Papst Johannes XXII.; er nahm den Papstnamen Benedikt XII. an.

## Papstwahl
Ein früher Favorit unter den papabiles war Kardinal Jean-Raymond de Comminges, Bischof von Porto-Santa Rufina, Sohn von Graf Bernard VI. von Comminges und Laura de Montfort. Die französischen Kardinäle, angeführt von Hélie de Talleyrand-Périgord, wollten natürlich nicht ihr Heimatland Frankreich gegen die von Seuchen heimgesuchte und unfreundliche Stadt Rom tauschen. Und da die Orsini-Fraktion nach Rom zurückkehren wollte, entschied sich die Colonna-Fraktion für das Gegenteil und schloss sich den Franzosen an. Eine ausreichende Anzahl von Kardinälen stimmte Talleyrand zu (zwei Drittel oder mindestens 16 von 24 anwesenden Kardinälen), und somit hätte er zum Papst gewählt werden können, wenn er bereit gewesen wäre, zu schwören, das Papsttum nicht nach Rom zurückzubringen – jedoch stand ein derartiges Arrangement im Gegensatz zum Kanonischen Recht: das erste Ökumenische Konzil von Lyon hatte 1245 beschlossen, dass „bei Wahlen, Forderungen und Abstimmungen, die unter das Wahlrecht fallen, bedingte, alternative und unsichere Stimmen völlig abgelehnt werden …“

## Teilnehmer
24 Kardinäle nahmen am Konklave im Dezember 1334 teil.
1. Jacques Fournier O.Cist., Kardinalpriester von S. Prisca
2. Bertrand du Pouget, Kardinalbischof von Ostia und Velletri, Kardinaldekan
3. Jean-Raymond de Comminges, Kardinalbischof von Porto-Santa Rufina, Subdiakon
4. Gauscelin de Jean, Bischof von Albano
5. Pierre des Prés, Bischof von Palestrina
6. Annibaldo di Ceccano, Bischof von Frascati
7. Raymond de Mostuéjouls, Kardinalpriester von Sant’Eusebio
8. Pierre de Mortemart, Kardinalpriester von Santo Stefano al Monte Celio
9. Pierre des Chappes, Kardinalpriester von Santi Silvestro e Martino ai Monti
10. Matteo Orsini O.P., Kardinalpriester von Santi Giovanni e Paolo
11. Pedro Gómez Barroso, Kardinalpriester von Santa Prassede
12. Imbert Dupuis, Kardinalpriester von Santi XII Apostoli
13. Guillaume Pierre Godin O.P., Kardinalpriester von Santa Cecilia in Trastevere
14. Hélie de Talleyrand-Périgord, Kardinalpriester von San Pietro in Vincoli
15. Pierre Bertrand, Kardinalpriester von San Clemente
16. Raymond Guilhem de Fargues, Kardinaldiakon von Santa Maria Nuova
17. Napoleone Orsini, Kardinaldiakon von Sant’Adriano al Foro
18. Bertrand de Montfavez, Kardinaldiakon von Santa Maria in Aquiro
19. Gaillard de la Mothe, Kardinaldiakon von Santa Lucia in Selci
20. Giacomo Gaetano Stefaneschi, Kardinaldiakon von San Giorgio in Velabro
21. Giovanni Gaetani Orsini, Kardinaldiakon von San Teodoro al Palatino
22. Luca Fieschi, Kardinaldiakon von Santi Cosma e Damiano
23. Arnaud de Via, Kardinaldiakon von Sant’Eustachio
24. Giovanni Colonna, Kardinaldiakon von Sant’Angelo in Pescheria